# Hudson Leick
Heidi Hudson Leick, född 9 maj 1969 är en amerikansk skådespelerska. Leick är mest känd för sin roll som Callisto i den amerikanska TV-serien Xena.